# ایستگاه راه‌آهن چرینگ کراس
ایستگاه راه‌آهن چرینگ کراس (انگلیسی: Charing Cross railway station) یکی از ایستگاه‌های راه‌آهن اصلی در شهر لندن است.
این ایستگاه که در سال ۱۸۶۴ تأسیس شده در ناحیه چرینگ کراس قرار دارد و جزئی از خط اصلی جنوب شرقی راه‌آهن انگلستان است.

## نگارخانه

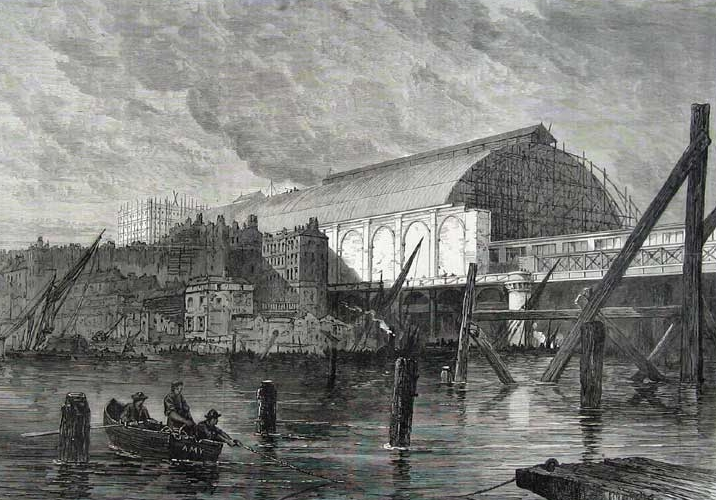
۱۳ فوریه ۱۸۶۴
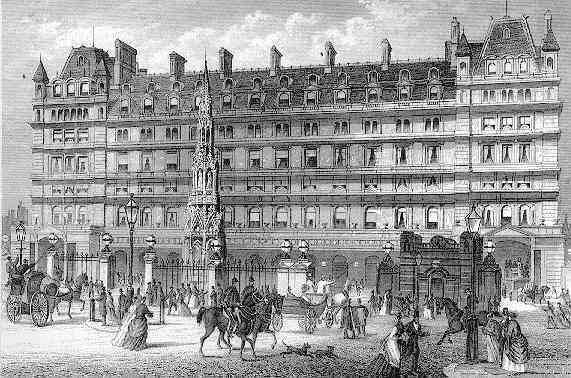
قرن ۱۹ میلادی
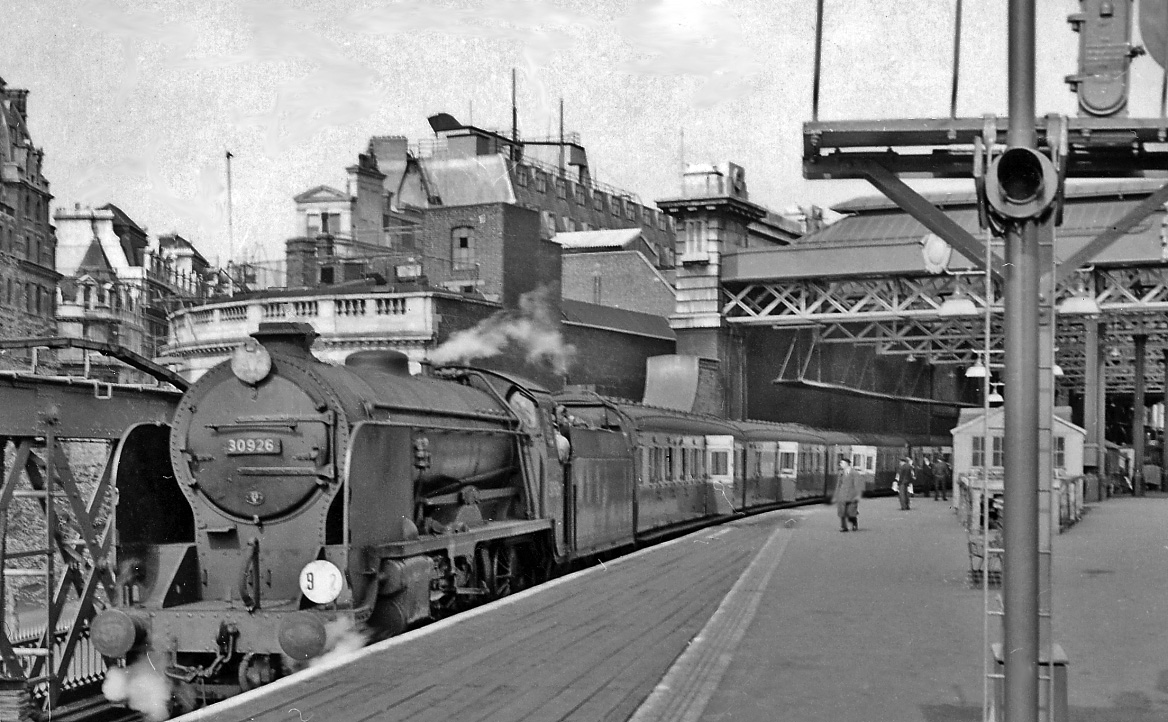
۱۹۵۷
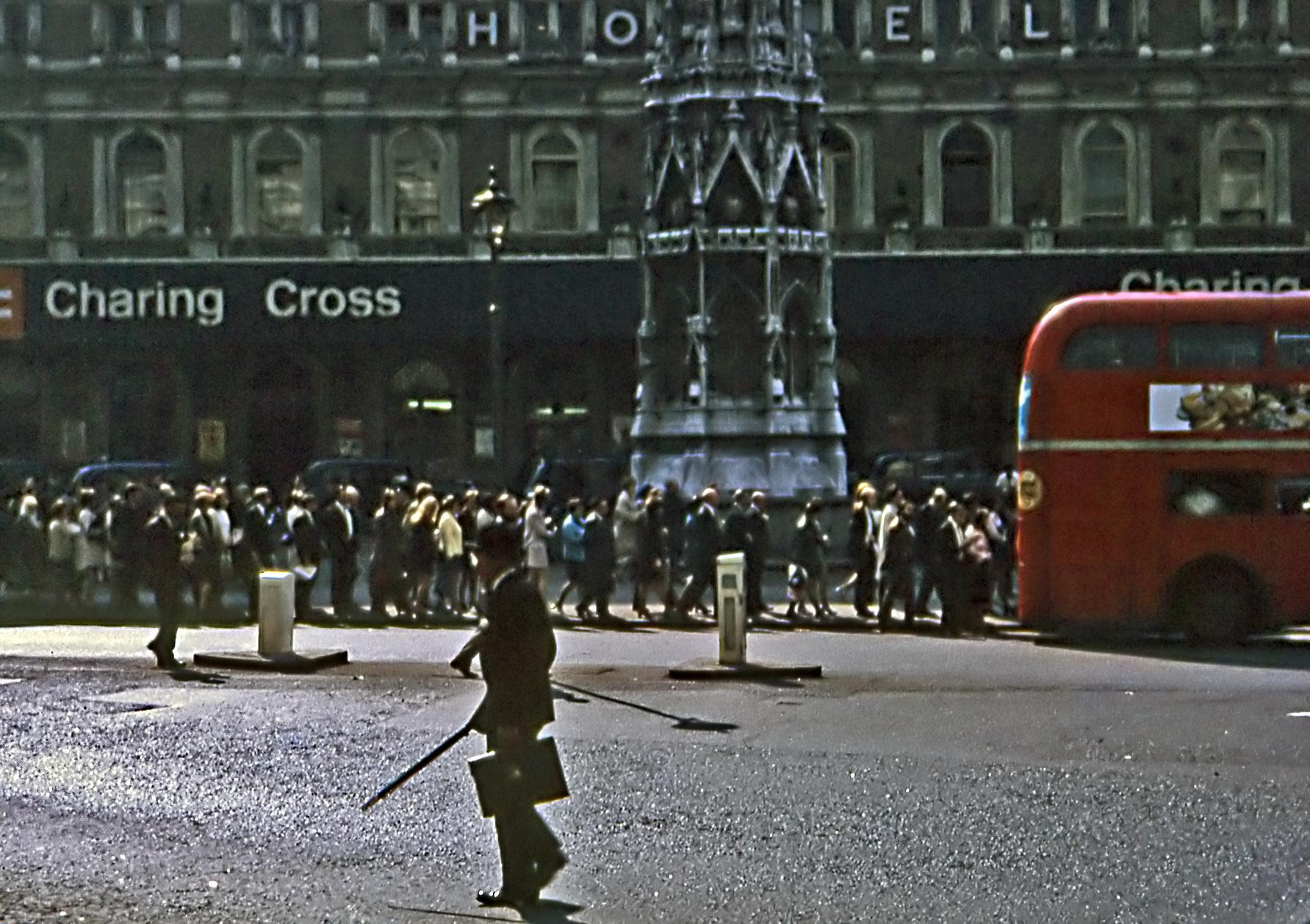
۱۹۷۱
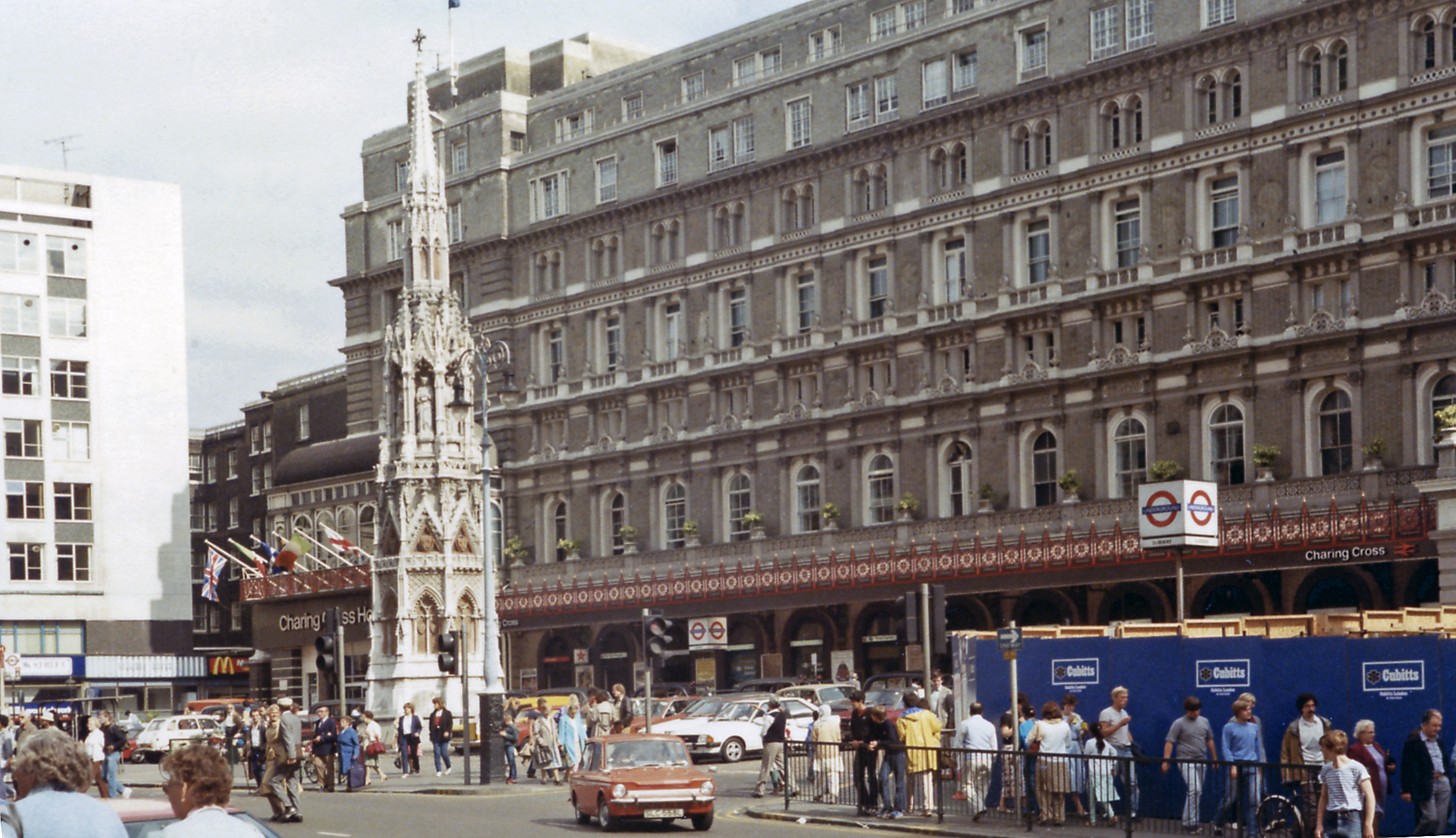
۱۹۸۳
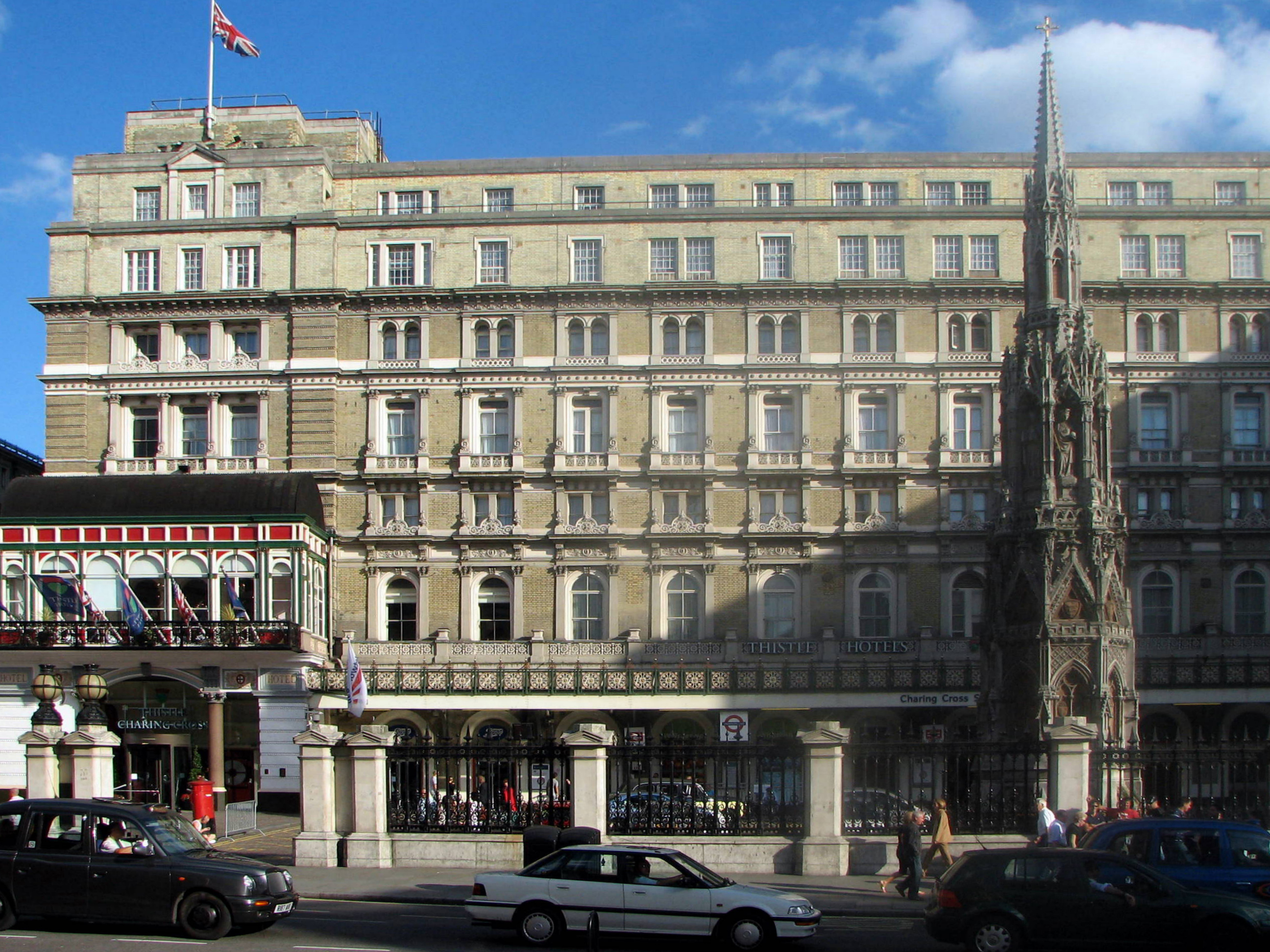
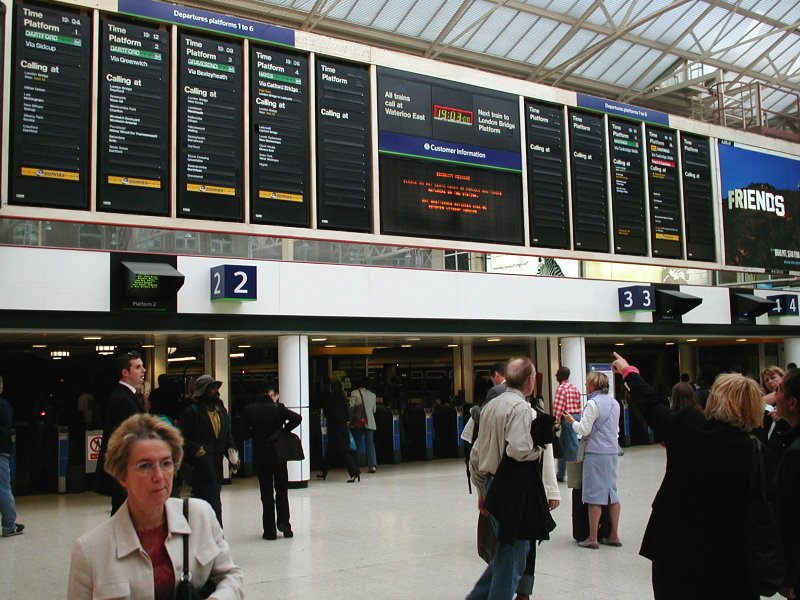
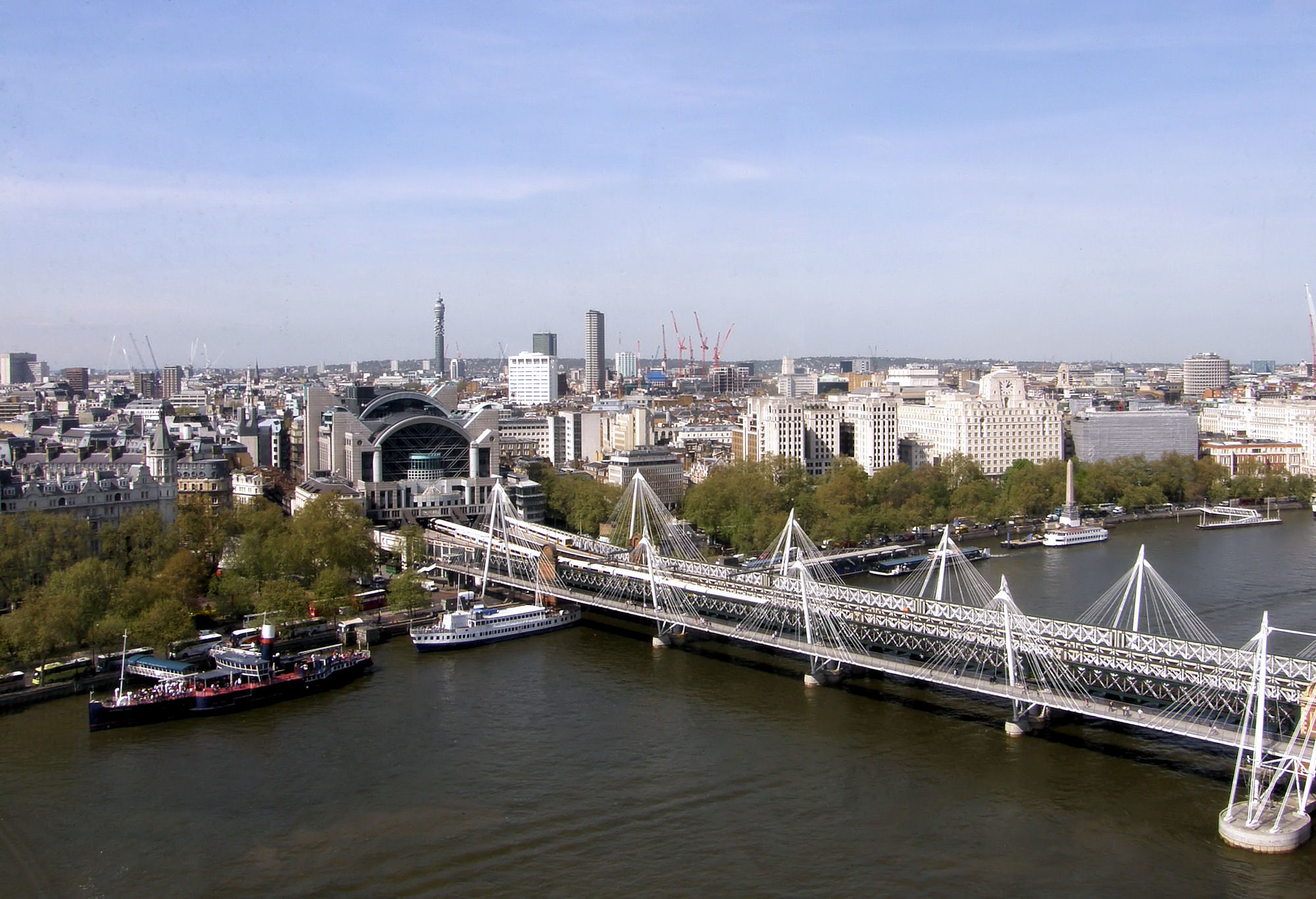
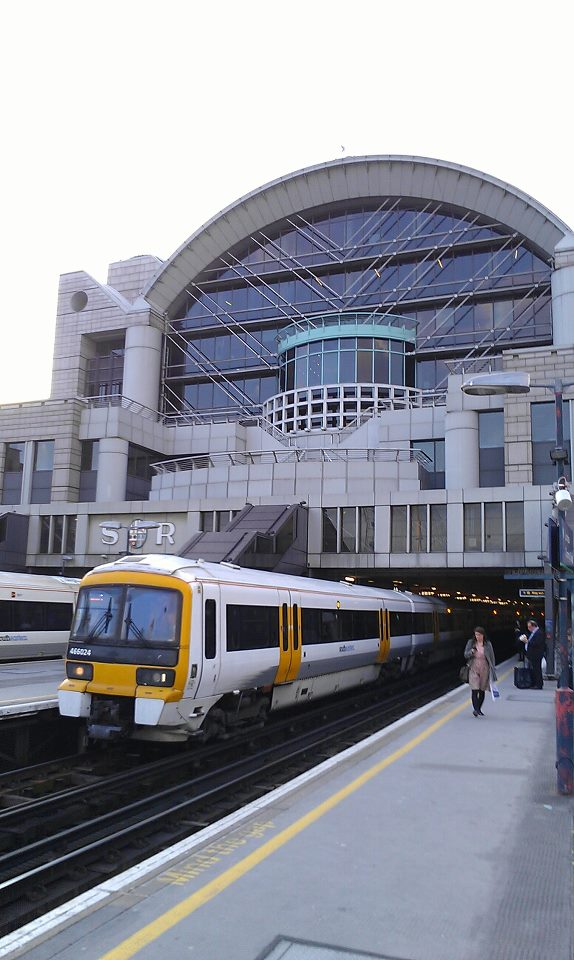
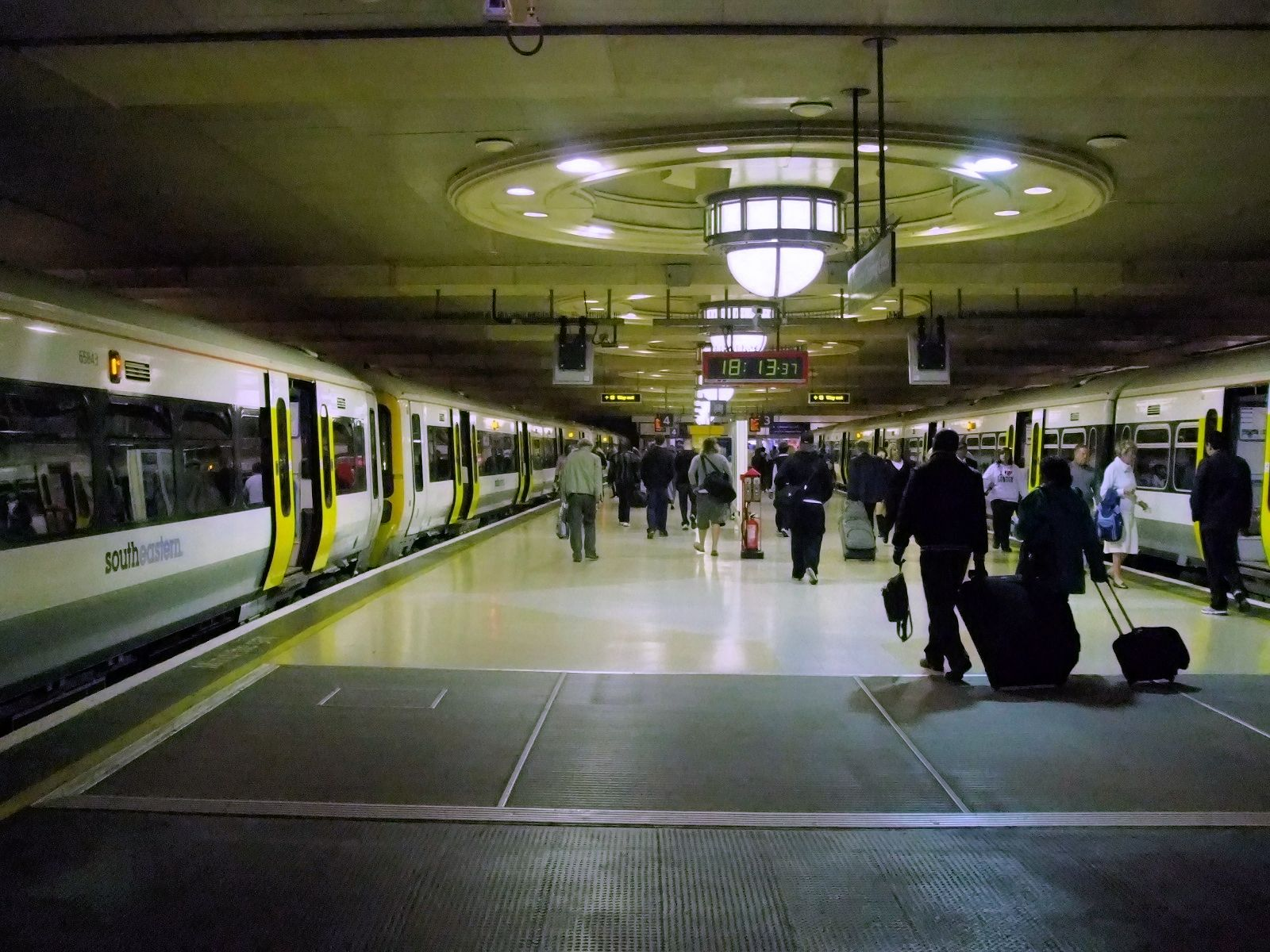